# الجرائم العنيفة

## التعريف:
إن تعريف الجرائم العنيفة ليس بالأمر السهل. كيف يمكن التمييز بين الجريمة العنيفة والعنف والعدوان أو العداء؟ من المفيد التفكير في كون الإساءة العنيفة مجموعة فرعية من السلوك العنيف الذي هو بدوره مجموعة فرعية من العدوان. وبالتالي فإن جميع أعمال العنف الإجرامية تشكل جزءًا من ظاهرة أوسع للعنف، ألا وهي العدوان. ومن ناحية أخرى، يترتب على ذلك أنه ليست كل الأعمال العدوانية عنيفة وليس كل العنف ينطوي على جرائم عنيفة. وقد عرف بارون وريتشاردسون (1994) العدوان بأنه "أي شكل من أشكال السلوك الموجه نحو هدف إيذاء أو إصابة كائن حي آخر يكون لديه الدافع لتجنب مثل هذه المعاملة". يعتمد التمييز بين العدوان والعنف إلى حد كبير على درجة الأذى الجسدي. إن التقليل من شأن شخص ما بطريقة مسيئة وحتى ضارة نفسيًا لا يتم تعريفه عادةً على أنه عنف، في حين أن طعن شخص ما قد يكون كذلك. فالإهمال العاطفي للطفل، على سبيل المثال، قد لا يترتب عليه ضرر جسدي على المدى القصير، ولكنه قد يحدث ذلك عندما يطول على مدى سنوات عديدة.
تشير الجرائم العنيفة إلى أعمال العنف التي تتعارض مع القانون, قد يرغب عدد من المجموعات المهنية في تحديد مرتكبي الجرائم العنيفة وتمييزهم عن المجرمين غير العنيفين. قد يرغب أحد الباحثين في اختبار فرضية مفادها أن المجرمين العنيفين وغير العنيفين يختلفون بطريقة ما، على سبيل المثال أن المجرمين العنيفين لديهم سمة نفسية عصبية مختلفة من المجرمين غير العنيفين. قد يرغب أطباء الطب الشرعي، في أحد السجون، في فصل مرتكبي الجرائم العنيفة عن بقية نزلاء السجن لتقديم تدخل علاجي لهم قد يقلل من خطر معاودة الإجرام. قد يعتقد السياسيون ووزراء الحكومة ومديرو السجون أنه من المرغوب في تحديد مرتكبي الجرائم العنيفة للتخلص منهم وإدارتهم بشكل تفضيلي، مثل الاحتجاز لفترة أطول.
ومع ذلك، غالبًا ما يكون تعريف مرتكب الجريمة العنيف لمثل هذه الأغراض مثيرًا للإشكالية (Kenny and Press 2006). هل يتم تحديد هوية مرتكب الجريمة العنيفة على أساس تاريخه الإجرامي الإجمالي، أو من خلال جريمته، أو من خلال أخطر جريمة ارتكبها، أو من خلال نوع الجريمة الأكثر تكرارًا؟

## التفكير الحالي، والممارسة
من المرجح أن يواجه عالم النفس القضائي مرتكب الجريمة العنيف في عدد من الأماكن (إجراءات المحكمة، والمراقبة والإصلاحيات المجتمعية، والسجون، وخدمات الصحة العقلية الشرعية) ومن المتوقع أن يكون لديه خبرة فيما يتعلق بتقييم وصياغة والتنبؤ والعلاج و السلوك العنيف.

## تقييم وصياغة العنف
قد تكون الصياغة الطبية القضائية لعمل عنيف فردي، أو لسلسلة أو نمط من أعمال العنف أو للمشاكل الأوسع التي يواجهها الشخص العنيف (يشار إلى الأخير أحيانًا باسم تصور الحالة). في جوهر الأمر، تحاول الصياغة أن تحدد بوضوح السلوك العنيف المعني وأن تحدد الظروف السابقة التي أدت إلى تطور السلوك (العوامل البعيدة) والظروف التي تساعد على الحفاظ على السلوك المعني في الوقت الحاضر (العوامل القريبة ). التحليل الوظيفي (Daffern and Howells 2009; Sturmey 1996) هو نوع خاص من الصياغة التي تحدد ليس فقط العوامل السابقة للعنف (الأحداث المثيرة للعنف، والإدراك والتقييمات، والحالات العاطفية، والعوامل البيولوجية وما إلى ذلك) ولكن أيضًا العوامل الغائية،أي الأغراض أو الأهداف التي يتم السعي لتحقيقها أو تحقيقها من خلال الانخراط في السلوك العنيف. في إطار الطب القضائي السريري، تكون الصياغة عادةً فرضية أو سلسلة من الفرضيات التي تتطلب الاختبار وحتى محاولات دحضها. ومن المتوقع أن تكون العوامل التي تم تحديدها في صياغة عنف الفرد، بشكل عام، متسقة مع الأبحاث والنتائج والأفكار النظرية المتعلقة بالسببية العامة للعنف. ومع ذلك، قد يكون الأمر في بعض الأحيان أن أسباب العنف تكون خاصة بالفرد المعني. ستتضمن صياغة الجرائم العنيفة النظر في المجالات المدرجة في الجدول التالي:
الجدول (1): مجالات تقييم و صياغة العنف*
إثارة المواقف والبيئات
المعتقدات والتقييمات والمخططات المعرفية (السمات العدائية، والمعتقدات الداعمة للعنف)
الحالات العاطفية (الغضب، الاكتئاب، الهوس)
الأهداف الشخصية ووظائف العنف (الأهداف النفعية والتعبيرية وغيرها)
حل المشكلات ومواجهة القصور
عوامل الشخصية (العداء، السمات السيكوباتية، الاندفاع، الحساسية للاستفزاز)
مهارات التنظيم الذاتي (إدارة الإثارة العاطفية والدوافع العنيفة)
اضطرابات الشخصية (معادية للمجتمع، الحدودية، وما إلى ذلك)
المحور الأول الاضطرابات النفسية (الذهان، تلف الدماغ)
المثبطات/المثبطات (تعاطي المخدرات، ونقص التعاطف، وتأثيرات مجموعة الأقران)
عوامل الفرصة (توافر الأسلحة)
نقاط القوة النفسية ومهارات "الحياة الجيدة" (التوظيف والعلاقات والرضا)
الأمثلة بين قوسين.

## التنبؤ بالعنف
إن التنبؤ بما إذا كان فرد ما، أو مجموعة محددة من الأشخاص، سوف ينخرطون في سلوك عنيف في المستقبل يظل مجالًا نشطًا، ولكنه مثير للجدل، في الممارسة النفسية القضائية . يوصف تاريخ تقييم مخاطر العنف عادة بأنه مر بثلاث مراحل, في المرحلة الأولى، كان الحكم السريري من جانب المختص هو الطريقة الأكثر شيوعًا. وكانت مثل هذه الأحكام في كثير من الأحيان ذاتية وانطباعية وغير منظمة نسبيًا وغير موثوقة. في المرحلة الثانية، أصبحت التقييمات الاكتوارية هي الطريقة المفضلة، مع التركيز على تحديد واستخدام الارتباطات التجريبية بين خصائص الشخص (العمر والجنس والتاريخ الإجرامي وما إلى ذلك) واحتمال ارتكاب جرائم عنف في المستقبل. لقد أفسحت هذه المرحلة المجال لمرحلة ثالثة تتم فيها محاولة دمج البيانات الاكتوارية مع الأحكام السريرية المنظمة لإعطاء تقدير أكثر تقريبًا لاحتمالية العنف (موناهان وآخرون 2001).
أصبحت تقييمات المخاطر من هذا النوع جزءًا رئيسيًا من دور العديد من علماء النفس القضائي . على سبيل المثال، كان النهج الرئيسي لإعادة تأهيل المجرمين في العقد الماضي هو نموذج المخاطرة والحاجة والاستجابة (أندروز وبونتا 2003). يقود هذا النموذج الممارس إلى تنظيم التدخلات العلاجية على أساس مبدأ المخاطر. يتم تقييم مجموعات المجرمين بناءً على مقاييس المخاطر للتأكد من الأفراد الأكثر عرضة لخطر (احتمال) العودة إلى ارتكاب الجرائم، ويتم تخصيص المجموعات المعرضة للخطر الشديد للتدخلات العلاجية في حين قد لا يتم تقديم أي علاج للمجرمين ذوي المخاطر المنخفضة.
قد تلعب تقييمات المخاطر دورًا كبيرًا في تخصيص المجرمين لبرامج علاجية مكثفة للغاية. ففي إنجلترا، على سبيل المثال، قدمت الحكومة مبادرة اضطراب الشخصية الخطير والشديد في عام 2001 لتوفير العلاج المكثف لأولئك الذين يعتبرون أنهم يشكلون خطراً كبيراً للعنف والذين يعانون من اضطراب الشخصية الشديد المرتبط به.
ورغم أن استهداف الأفراد المعرضين لمخاطر عالية بالتدخلات العلاجية لا يدعو إلى التوصية من حيث فعالية التكلفة والفوائد الاجتماعية المحتملة، إلا أنه نشاط يثير تساؤلات أخلاقية وعلمية للحصول على وجهة نظر متشككة وتحذيرية، راجع هارت وآخرون. (2007) الذين يقترحون أن تقييمات المخاطر (خاصة التقييمات الاكتوارية) بها مشاكل أساسية. ويرى هؤلاء المؤلفون أن هوامش الخطأ في مثل هذه الأحكام كبيرة بالفعل، خاصة عندما يتم إصدار الأحكام على مستوى الفرد وليس على مستوى المجموعة. ويخلصون إلى أن أدوات تقييم المخاطر الاكتوارية "لا يمكن استخدامها لتقدير خطر تعرض الفرد للعنف في المستقبل بأي درجة معقولة من اليقين ويجب استخدامها بحذر شديد، أو عدم استخدامها على الإطلاق" (2007، ص 60)
يعد تحديد الأفراد المعرضين لخطر كبير للعنف بهذه الطريقة مثالاً على تحديد حالة الخطر للفرد (مع التركيز على التباين بين الأفراد) بدلاً من حالة الخطر (التي تركز على الاختلاف داخل الفرد في احتمالات العنف، على سبيل المثال الاختلاف مع مرور الوقت أو عبر المواقف). تعد حالة الخطر مهمة في تحديد من يجب علاجه، لكن معلومات حالة الخطر هي الأكثر أهمية في الإدارة السريرية للأشخاص العنيفين - معرفة متى وفي أي ظروف وفي أي حالات عقلية ومن المرجح أن يصبحوا عنيفين ويساعدون في تحديد ما يجب علاجه (Douglas and Skeem 2005). لقد تم إهمال تقييم حالات الخطر، حتى وقت قريب، في أبحاث العنف على الرغم من الوعي المتزايد بأن تحديد عوامل الخطر الديناميكية السببية أمر بالغ الأهمية للتدخل.

## علاج العنف
نظراً لارتفاع وتيرة الجرائم العنيفة في المجتمع ومرتكبي الجرائم العنيفة في نظام العدالة الجنائية، ولا سيما في السجون وفي خدمات الطب الشرعي ذات الإجراءات الأمنية المشددة للصحة العقلية، سيكون من المعقول أن نتوقع إحراز تقدم كبير وأن أفضل الممارسات في العلاج، على سبيل المثال، سيكون من الممكن الآن فهمه بوضوح وتنفيذه على نطاق واسع.  وقد تلقت مجموعات المجرمين الأخرى، وخاصة مرتكبي الجرائم الجنسية، اهتمامًا أكبر بكثير من مرتكبي الجرائم العنيفة من علماء النفس القضائي ، مما أدى إلى أن طرق التقييم والعلاج أكثر تقدمًا بالنسبة لمجموعات المجرمين الأخرى.
على المستوى الدولي، أدخلت العديد من الأنظمة الإصلاحية برامج علاجية لمنع الجرائم العنيفة والعودة إلى ارتكاب الجرائم، مع مجموعة من الأهداف العلاجية والتوجهات النظرية. تمت مراجعة الأساس المنطقي وتقييم نتائج هذه البرامج من قبل بولاشيك وزملائه (بولاشيك 2006؛ بولاشيك وكولي 2004). وتشمل البرامج المعروضة التدخلات السلوكية المعرفية، والاستشارة، والعلاج متعدد الأنظمة، وإدارة الغضب، والتدخلات القائمة على التحليل النسوي، والتدريب على استبدال العدوان وغيرها. وحتى الآن لا نعرف سوى القليل عن مدى فعالية مثل هذه التدخلات في الحد من العدوان والعنف. مرة أخرى، هذا يتناقض مع مجال الجرائم الجنسية.
تعتبر العلاجات السلوكية المعرفية للغضب واحدة من العلاجات الأكثر قبولا والأكثر انتشارا. تتمتع هذه البرامج بقاعدة نظرية مقنعة وتتوافق بشكل عام مع التطورات الحديثة في علم النفس العام للعاطفة ومع تطور ونجاح العلاجات السلوكية المعرفية لمجموعة واسعة من الاضطرابات العقلية والمشكلات الاجتماعية. لقد ثبت أن العلاجات السلوكية المعرفية للغضب فعالة في الدراسات التحليلية التلوية ولكن الأدلة المتعلقة بنتائج الجرائم العنيفة لا تزال ضعيفة إلى حد ما (Howells et al. 2005). وقد تم اقتراح عدد من الأسباب للفشل في إثبات التأثير، بما في ذلك قصر البرامج النموذجية، وعدم كفاية التقييمات للقبول في البرنامج، وتعقيد مشاكل المجرمين وافتقارهم إلى الاستعداد والحافز لمثل هذه العلاجات (وارد وآخرون 2004). عندما تحظى هذه العوامل بمزيد من الاهتمام في الأبحاث والأدبيات السريرية، قد يكون من الممكن تعزيز النتائج بحيث تكون قابلة للمقارنة مع تلك التي تم تحقيقها لمجموعات سكانية أخرى.
بعض القضايا الرئيسية
عدم تجانس أعمال العنف والجهات الفاعلة
إحدى خصائص الرأي النفسي المستنير حول أسباب العنف وطبيعته وعلاجاته هو الاعتراف بتنوع العنف. تم اقتراح أنواع من العنف من قبل العديد من المؤلفين (بلاكبيرن 1993)، والتي تعتمد أحيانًا على نظريات فيزيولوجية عصبية أساسية.
الاختلافات (هوارد 2009). عادةً ما تكون هذه التصنيفات لأشخاص (ممثلين) عنيفين، لكن أعمال العنف نفسها غير متجانسة. أحد الفروق الأكثر ديمومة هو بين العنف العدائي والعنف الأداتي، الذي له محفزات مختلفة، وتقييمات معرفية، ومرافقات عاطفية، وحركات مختلفة.
الأهداف والتعزيزات. على الرغم من النقد الصارم (بوشمان و Anderson 2001 )،,ظل التمييز قائمًا، وإن كان مع عدم اتساق غير مفيد في المصطلحات. إن التمييز العدائي/الفعال له آثار كبيرة على العلاج. من الواضح أن المعتدي العدائي مناسب لعلاج الغضب (أعلاه) في حين أن المعتدي الآلي ليس كذلك. لكن ملاحظة تحذيرية، هو أن بعض الناس قد ينخرطون في أعمال عنف عدائية ومفيدة. والفرق الأساسي بين الأعمال العدائية والأفعال الذرائعية هو وظيفة الفعل، أي الهدف الذي يتم السعي لتحقيقه. وصف Daffern) وHowells وOgloff (2007) منهجية تقييم وتصنيف الوظائف (ACF) لتقييم الوظائف العدائية والأدواتية ومجموعة من الوظائف الأخرى للأعمال العدوانية في البيئات المؤسسية. تشير الوظائف المختلفة بوضوح إلى طرق مختلفة للعلاج الوقائي.

## أهمية الاضطراب العقلي
واحدة من أطول القضايا المثيرة للجدل والتي لم يتم حلها في علم النفس القضائي والطب النفسي هي العلاقة السببية المفترضة بين الاضطرابات العقلية والعنف. لقد تغير الإجماع حول أهمية الاضطرابات النفسية بمرور الوقت، مع التأكيدات في نقاط مختلفة على أن الاضطراب العقلي هو سابقة سببية رئيسية، وأنه لا يساهم إلا قليلاً في العنف، وأنه لا يساهم إلا في نسبة صغيرة من المضطربين عقلياً، وأن اضطرابات معينة مسؤولة عن التباين في العنف (على سبيل المثال، تعاطي المخدرات واضطراب الشخصية) وأن أعراض الاضطراب المحددة (على سبيل المثال، المعتقدات الوهمية أو الهلوسة الآمرة) هي المتغيرات الحاسمة. للحصول على مراجعة علمية حديثة، انظر هودجينز (2008).
ما هو واضح، أولاً، هو أن الوجود المحتمل للاضطراب العقلي هو أحد العوامل العديدة التي يجب تقييمها عند إجراء تقييمات وصياغة العنف . ثانيًا، عندما يبدو أن للاضطراب دورًا سببيًا، تكون هناك حاجة لاحقة لوصف الآليات النفسية والبيولوجية المحددة التي تفسر الارتباط بالعنف (Daffern and Howells 2002; Hodgins 2008). ثالثًا، من المحتمل أن تكون هناك مجالات واسعة من التداخل بين مرتكبي الجرائم العنيفة المصابين باضطرابات عقلية وغير مضطربين عقليًا من حيث السوابق السببية مثل تعاطي المخدرات والاندفاع والاحتياجات الإجرامية الأخرى (بونتا وآخرون 1998).
وبالتالي، من المرجح أن تتطلب التدخلات العلاجية للعنف لدى الأشخاص الذين يعانون من اضطراب عقلي تركيزًا أوسع من مجرد معالجة الاضطراب العقلي نفسه، على الرغم من أهمية ذلك، ويجب أن تعكس تلك المقدمة لغير المصابين بالاضطرابات العقلية.

## الثقافات العلاجية
من المرجح أن يتم علاج مرتكبي الجرائم العنيفة إما داخل نظام العدالة الجنائية، حيث تم تطوير برامج الحد من العنف في السنوات الأخيرة، أو داخل خدمات الصحة العقلية القضائية. وقد يتم تقديم العلاج الأخير في المجتمع، ولكن، بشكل أكثر شيوعًا، داخل مستشفيات الطب النفسي ذات التأمين المتوسط أو العالي التأمين. في المملكة المتحدة، يبدو أن هناك ثقافات وفلسفات وممارسات علاجية مختلفة جدًا في أنظمة العدالة الجنائية والصحة العقلية القضائية (Howells et al. 2004)، وعلى الرغم من وجود دلائل على بدايات التكامل بين الثقافات، لا سيما نتيجة للتكامل بين الثقافات. مبادرة DSPD (هاولز وآخرون 2007). في حين أن التدخلات القائمة على العدالة الجنائية مستمدة في الغالب من مبادئ إعادة تأهيل المجرمين (حركة "ما الذي ينجح") ومن الأدبيات الجوهرية المتعلقة بنتائج العلاج (هولين وبالمر 2006؛ وارد ومارونا 2007)، إلا أن مناهج الصحة العقلية القضائية كانت أقل برنامجيه ولديها قاعدة تجريبية صغيرة نسبيًا، ولكنها أكثر فردية وقدرة على معالجة قضايا الاستجابة (أندروز وبونتا 2003). وقد اقترح أن الجمع بين نقاط القوة في تقدم الثقافتان طريقة واعدة للمضي قدمًا في تعزيز النتائج العلاجية الجيدة (Howells et al. 2004).